# Wereldkampioenschappen zwemmen 1994
Rome was in 1994 de gastlocatie van de zevende editie van de wereldkampioenschappen zwemmen langebaan (50 meter). Het toernooi werd gehouden in het Stadio del Nuoto, en duurde van zondag 4 september tot en met zondag 11 september 1994.
Nederland was in de hoofdstad van Italië vertegenwoordigd door een negen zwemmers (drie) en zwemsters (zes) tellende ploeg, die onder leiding stond van bondscoach René Dekker. Er werden drie finaleplaatsen en één Nederlands zwemrecord behaald. Dat laatste kwam op naam van sprintster Angela Postma op de 50 meter vrije slag: 25,55. Carla Geurts was met Postma de enige die een persoonlijk record vestigde.
China won in het vrouwentoernooi twaalf van de zestien onderdelen. Samantha Riley (100 en 200 meter schoolslag), Franziska van Almsick (200 meter vrije slag) en Janet Evans (800 meter vrije slag) voorkwamen een totale Chinese dominantie.

## Uitslagen (mannen)

#### Vrije slag
Finale 50 meter vrije slag
1. Aleksandr Popov (Rusland) 22,17
2. Gary Hall jr. (Verenigde Staten) 22,44
3. Raimundas Majolis (Litouwen) 22,52
4. Gustavo Borges (Brazilië) 22,64
5. Christophe Kalfayan (Frankrijk) 22,65
6. Mark Foster (Groot-Brittannië) 22,76
7. Krzystof Cwalina (Polen) 22,89
8. Yoav Bruck (Israël) 22,94
Finale 100 meter vrije slag
1. Aleksandr Popov (Rusland) 49,12
2. Gary Hall jr. (Verenigde Staten) 49,41
3. Gustavo Borges (Brazilië) 49,52
4. Jon Olsen (Verenigde Staten) 49,90
5. Christian Tröger (Duitsland) 50,03
6. Tommy Werner (Zweden) 50,06
7. Raimundas Majolis (Litouwen) 50,20
8. Stephen Clarke (Canada) 50,25
Finale 200 meter vrije slag
1. Antti Kasvio (Finland) 1.47,32
2. Anders Holmertz (Zweden) 1.48,24
3. Danyon Loader (Nieuw-Zeeland) 1.48,49
4. Roman Shegolev (Rusland) 1.48,79
5. Trent Bray (Nieuw-Zeeland) 1.49,13
6. Attila Czene (Hongarije) 1.49,21
7. Steffen Zesner (Duitsland) 1.49,28
8. Chad Carvin (Verenigde Staten) 1.49,86
Finale 400 meter vrije slag
1. Kieren Perkins (Australië) 3.43,80 (wereldrecord)
2. Antti Kasvio (Finland) 3.48,55
3. Danyon Loader (Nieuw-Zeeland) 3.48,62
4. Daniel Kowalski (Australië) 3.50,03
5. Pier Maria Siciliano (Italië) 3.50,94
6. Jörg Hoffmann (Duitsland) 3.51,28
7. Steffen Zesner (Duitsland) 3.51,78
8. Tom Dolan (Verenigde Staten) 3.52,47
Finale 1500 meter vrije slag
1. Kieren Perkins (Australië) 14.50,52
2. Daniel Kowalski (Australië) 14.53,42
3. Steffen Zesner (Duitsland) 15.09,20
4. Jörg Hoffmann (Duitsland) 15.13,95
5. Carlton Bruner (Verenigde Staten) 15.15,64
6. Masato Hirano (Japan) 15.16,59
7. Ian Wilson (Groot-Brittannië) 15.20,58
8. Graeme Smith (Groot-Brittannië) 15.29,24

#### Rugslag
Finale 100 meter rugslag
1. Martín López-Zubero (Spanje) 55,17
2. Jeff Rouse (Verenigde Staten) 55,51
3. Tamás Deutsch (Hongarije) 55,69
4. Vladimir Selkov (Rusland) 55,72
5. Brian Retterer (Verenigde Staten) 55,77
6. Rodolfo Falcon (Cuba) 55,85
7. Tino Weber (Duitsland) 55,98
8. Martin Harris (Groot-Brittannië) 56,21
Finale 200 meter rugslag
1. Vladimir Selkov (Rusland) 1.57,42
2. Martín López-Zubero (Spanje) 1.58,75
3. Royce Sharp (Verenigde Staten) 1.58,86
4. Tamás Deutsch (Hongarije) 1.59,31
5. Ralf Braun (Duitsland) 2.00,04
6. Adam Ruckwood (Groot-Brittannië) 2.00,15
7. Hajime Itoi (Japan) 2.00,35
8. Tino Weber (Duitsland) 2.00,52

#### Schoolslag
Finale 100 meter schoolslag
1. Norbert Rózsa (Hongarije) 1.01,24
2. Károly Güttler (Hongarije) 1.01,44
3. Frédérik Deburghgraeve (België) 1.01,79
4. Phil Rogers (Australië) 1.01,80
5. Akira Hayashi (Japan) 1.01,81
6. Eric Wunderlich (Verenigde Staten) 1.01,97
7. Vasily Ivanov (Rusland) 1.02,17
8. Seth Van Neerden (Verenigde Staten) 1.02,59
Finale 200 meter schoolslag
1. Norbert Rózsa (Hongarije) 2.12,81
2. Eric Wunderlich (Verenigde Staten) 2.12,87
3. Károly Güttler (Hongarije) 2.14,12
4. Nick Gillingham (Groot-Brittannië) 2.14,25
5. Akira Hayashi (Japan) 2.14,36
6. Joaquin Fernandez (Spanje) 2.14,83
7. Vasily Ivanov (Rusland) 2.15,34
8. Seth Van Neerden (Verenigde Staten) 2.15,43

#### Vlinderslag
Finale 100 meter vlinderslag
1. Rafal Szukala (Polen) 53,51
2. Lars Frölander (Zweden) 53,65
3. Denis Pankratov (Rusland) 53,68
4. Milos Milosevic (Kroatië) 53,84
5. Mark Henderson (Verenigde Staten) 53,96
6. Franck Esposito (Frankrijk) 54,16
7. Anthony Nesty (Suriname) 54,26
8. Denislav Kalchev (Bulgarije) 54,68
Finale 200 meter vlinderslag
1. Denis Pankratov (Rusland) 1.56,24
2. Danyon Loader (Nieuw-Zeeland) 1.57,99
3. Chris Carol Bremer (Duitsland) 1.58,11
4. Ugur Taner (Verenigde Staten) 1.58,42
5. Konrad Galka (Polen) 1.58,66
6. Franck Esposito (Frankrijk) 1.58,92
7. Denys Sylantjev (Oekraïne) 1.59,81
8. Martin Hermann (Duitsland) 2.00,56

#### Wisselslag
Finale 200 meter wisselslag
1. Jani Sievinen (Finland) 1.58,16 (wereldrecord)
2. Greg Burgess (Verenigde Staten) 2.00,86
3. Attila Czene (Hongarije) 2.01,84
4. Eric Namesnik (Verenigde Staten) 2.02,01
5. Christian Keller (Duitsland) 2.02,67
6. Xavier Marchand (Frankrijk) 2.03,05
7. Sergey Mariniuk (Moldavië) 2.04,31
8. Jirka Letzin (Duitsland) 2.04,70
Finale 400 meter wisselslag
1. Tom Dolan (Verenigde Staten) 4.12,30 (wereldrecord)
2. Jani Sievinen (Finland) 4.13,39
3. Eric Namesnik (Verenigde Staten) 4.15,69
4. Curtis Myden (Canada) 4.17,93
5. Marcin Malinski (Polen) 4.19,48
6. Lucca Sacchi (Italië) 4.20,03
7. Philip Bryant (Australië) 4.21,38
8. Robert Seibt (Duitsland) 4.22,97

#### Estafettes
Finale 4×100 meter vrije slag
1. VERENIGDE STATEN 3.16,90
Jon Olsen
Josh Davis
Ugur Taner
Gary Hall jr.
2. RUSLAND 3.18,12
Roman Sjtsjogolev
Vladimir Predkin
Vladimir Pysjnenko
Aleksandr Popov
3. BRAZILIË 3.19,35
Fernando Scherer
Téofilo Ferreira
André Teixeira
Gustavo Borges
4. DUITSLAND 3.19,76
5. ZWEDEN 3.19,77
6. AUSTRALIË 3.21,36
7. FRANKRIJK 3.22,82
8. CANADA 3.25,28
Finale 4×200 meter vrije slag
1. ZWEDEN 7.17,74
Christer Wallin
Tommy Werner
Lars Frölander
Anders Holmertz
2. RUSLAND 7.18,13
Joeri Moechin
Vladimir Pysjnenko
Denis Pankratov
Roman Sjtsjogolev
3. DUITSLAND 7.19,10
Andreas Szigat
Christian Keller
Oliver Lampe
Steffen Zesner
4. VERENIGDE STATEN 7.19,54
5. AUSTRALIË 7.20,86
6. ITALIË 7.22,06
7. NIEUW-ZEELAND 7.25,35
8. FRANKRIJK 7.25,69
Finale 4×100 meter wisselslag
1. VERENIGDE STATEN 3.37,74
Jeff Rouse
Eric Wunderlich
Mark Henderson
Gary Hall jr.
2. RUSLAND 3.38,28
Vladimir Selkov
Vassili Ivanov
Denis Pankratov
Aleksandr Popov
3. HONGARIJE 3.39,47
Tamás Deutsch
Norbert Rózsa
Peter Horváth
Attila Czene
4. DUITSLAND 3.41,65
5. AUSTRALIË 3.41,74
6. FRANKRIJK 3.42,65
7. JAPAN 3.43,89
8. SPANJE 3.45,33

## Uitslagen (vrouwen)

#### Vrije slag
Finale 50 meter vrije slag
1. Jingyi Le (China) 24,51 (wereldrecord)
2. Natalya Mesheryakova (Rusland) 25,20
3. Amy Van Dyken (Verenigde Staten) 25,18
4. Franziska van Almsick (Duitsland) 25,40
5. Angel Martino (Verenigde Staten) 25,46
6. Lu Bin (China) 25,52
7. Angela Postma (Nederland) 25,55 (Nederlands record)
8. Sumika Minamoto (Japan) 25,85
Finale 100 meter vrije slag
1. Jingyi Le (China) 54,01 (wereldrecord)
2. Lu Bin (China) 54,15
3. Franziska van Almsick (Duitsland) 54,77
4. Jenny Thompson (Verenigde Staten) 55,16
5. Mette Jacobsen (Denemarken) 55,57
6. Natalya Mesheryakova (Rusland) 55,64
7= Suzu Chiba (Japan) 55,79
7= Karen Pickering (Groot-Brittannië) 55,79
Finale 200 meter vrije slag
1. Franziska van Almsick (Duitsland) 1.56,78 (wereldrecord)
2. Lu Bin (China) 1.56,89
3. Claudia Poll (Costa Rica) 1.57,61
4. Kristina Teuscher (Verenigde Staten) 2.00,18
5. Nicole Haislett (Verenigde Staten) 2.00,30
6. Susie O'Neill (Australië) 2.00,62
7. Jingyi Le (China) 2.00,65
8. Mette Jacobsen (Denemarken) 2.01,07
Finale 400 meter vrije slag
1. Wenyi Yang (China) 4.09,64
2. Kristina Teuscher (Verenigde Staten) 4.10,21
3. Claudia Poll (Costa Rica) 4.10,61
4. Hayley Lewis (Australië) 4.11,31
5. Janet Evans (Verenigde Staten) 4.11,75
6. Jana Henke (Duitsland) 4.12,96
7. Irene Dalby (Noorwegen) 4.13,24
8. Guanbin Zhou (China) 4.14,50
Finale 800 meter vrije slag
1. Janet Evans (Verenigde Staten) 8.29,85
2. Hayley Lewis (Australië) 8.29,94
3. Brooke Bennett (Verenigde Staten) 8.31,30
4. Jana Henke (Duitsland) 8.32,42
5. Luo Ping (China) 8.33,09
6. Philippa Langrell (Nieuw-Zeeland) 8.38,70
7. Claudia Poll (Costa Rica) 8.38,79
8. Irene Dalby (Noorwegen) 8.43,54

#### Rugslag
Finale 100 meter rugslag
1. Cihong He (China) 1.00,57
2. Nina Zjivanevskaja (Rusland) 1.00,83
3. Barbara Bedford (Verenigde Staten) 1.01,32
4. Lea Loveless (Verenigde Staten) 1.01,44
5. Krisztina Egerszegi (Hongarije) 1.01,53
6. Elli Overton (Australië) 1.02,24
7. Sandra Völker (Duitsland) 1.02,55
8. Nicole Stevenson (Australië) 1.02,69
Finale 200 meter rugslag
1. Cihong He (China) 2.07,40
2. Krisztina Egerszegi (Hongarije) 2.09,10
3. Lorenza Vigarani (Italië) 2.10,92
4. Barbara Bedford (Verenigde Staten) 2.11,01
5. Anna Simsic (Nieuw-Zeeland) 2.12,88
6. Francesca Salvalajo (Italië) 2.13,93
7. Nicole Stevenson (Australië) 2.14,10
8. Mai Nakamura (Japan) 2.16,21

#### Schoolslag
Finale 100 meter schoolslag
1. Samantha Riley (Australië) 1.07,69 (wereldrecord)
2. Guohong Dai (China) 1.09,26
3. Yuan Yuan (China) 1.10,19
4. Lisa Flood (Canada) 1.10,22
5. Brigitte Becue (België) 1.10,41
6. Penelope Heyns (Zuid-Afrika) 1.10,46
7. Masami Tanaka (Japan) 1.10,51
8. Olga Porkhorova (Rusland) 1.11,64
Finale 200 meter schoolslag
1. Samantha Riley (Australië) 2.26,87
2. Yuan Yuan (China) 2.27,38
3. Brigitte Becue (België) 2.28,85
4. Rebecca Brown (Australië) 2.28,87
5. Guohong Dai (China) 2.28,93
6. Kristine Quance (Verenigde Staten) 2.29,64
7. Guylaine Cloutier (Canada) 2.30,48
8. Hitomi Maehara (Japan) 2.31,03

#### Vlinderslag
Finale 100 meter vlinderslag
1. Liu Limin (China) 58,98
2. Qu Yun (China) 59,69
3. Susie O'Neill (Australië) 1.00,11
4. Petria Thomas (Australië) 1.00,23
5. Franziska van Almsick (Duitsland) 1.00,73
6. Jenny Thompson (Verenigde Staten) 1.00,84
7. Inge de Bruijn (Nederland) 1.01,14
8. Karin Brienesse (Nederland) 1.01,68
Finale 200 meter vlinderslag
1. Liu Limin (China) 2.07,25
2. Qu Yun (China) 2.07,42
3. Susie O'Neill (Australië) 2.07,25
4. Mette Jacobsen (Denemarken) 2.12,76
5. Michelle Smith (Ierland) 2.12,79
6. Tomoko Kunimitsu (Japan) 2.14,01
7. Katrin Jäke (Duitsland) 2.14,93
8. Anna Uryniuk (Polen) 2.15,39

#### Wisselslag
Finale 200 meter wisselslag
1. Liu Limin (China) 2.12,34
2. Allison Wagner (Verenigde Staten) 2.14,40
3. Elli Overton (Australië) 2.15,26
4. Marianne Limpert (Canada) 2.15,93
5. Daniela Hunger (Duitsland) 2.16,41
6. Nicole Haislett (Verenigde Staten) 2.16,58
7. Hitomi Maehara (Japan) 2.16,88
8. Britta Vestergaard (Denemarken) 2.17,28
Finale 400 meter wisselslag
1. Guohong Dai (China) 4.39,14
2. Allison Wagner (Verenigde Staten) 4.39,98
3. Kristine Quance (Verenigde Staten) 4.42,21
4. Joanne Malar (Canada) 4.44,79
5. Hayley Lewis (Australië) 4.45,08
6. Hana Cerna (Tsjechië) 4.45,48
7. Nancy Sweetnam (Canada) 4.48,83
8. Hideko Hiranaka (Japan) DSQ

#### Estafettes
Finale 4×100 meter vrije slag
1. CHINA 3.37,91 (wereldrecord)
Jingyi Le
Shan Ying
Le Ying
Lu Bin
2. VERENIGDE STATEN 3.41,50
Angel Martino
Amy Van Dyken
Nicole Haislett
Jenny Thompson
3. DUITSLAND 3.42,94
Franziska van Almsick
Katrin Meißner
Kerstin Kielgass
Daniela Hunger
4. AUSTRALIË 3.45,38
5. GROOT-BRITTANNIË 3.45,52
6. CANADA 3.45,89
7. ZWEDEN 3.49,53
8. ROEMENIË 3.51,36
Finale 4×200 meter vrije slag
1. CHINA 7.57,96
Le Ying
Aihua Yang
Guanbin Zhou
Lu Bin
2. DUITSLAND 8.01,37
Kerstin Kielgass
Franziska van Almsick
Julia Jung
Dagmar Hase
3. VERENIGDE STATEN 8.03,16
Cristina Teuscher
Jenny Thompson
Janet Evans
Nicole Haislett
4. AUSTRALIË 8.09,79
5. CANADA 8.11,52
6. ROEMENIË 8.13,94
7. ITALIË 8.23,78
8. TAIWAN 8.41,89
Finale 4×100 meter wisselslag
1. CHINA 4.01,67 (wereldrecord)
Cihong He
Guohong Dai
Limin Liu
Jingyi Le
2. VERENIGDE STATEN 4.06,53
Lea Loveless
Kristine Quance
Amy Van Dyken
Jenny Thompson
3. RUSLAND 4.06,70
Nina Zjivanevskaja
Olga Prokhorova
Svetlana Potdeeva
Natalya Mesheryakova
4. AUSTRALIË 4.06,95
5. JAPAN 4.11,18
6. ITALIË 4.12,41
7. CANADA 4.14,05
8. FRANKRIJK 4.14,11

## Eindstand medailleklassement
| RANG | LAND             | GOUD | ZILVER | BRONS | TOTAAL |
| ---- | ---------------- | ---- | ------ | ----- | ------ |
| 1.   | China            | 12   | 6      | 1     | 19     |
| 2.   | Verenigde Staten | 4    | 10     | 7     | 21     |
| 3.   | Rusland          | 4    | 5      | 2     | 11     |
| 4.   | Australië        | 4    | 2      | 3     | 9      |
| 5.   | Hongarije        | 2    | 2      | 4     | 8      |
| 6.   | Finland          | 2    | 2      | 0     | 4      |
| 7.   | Zweden           | 1    | 2      | 0     | 3      |
| 8.   | Duitsland        | 1    | 1      | 5     | 7      |
| 9.   | Spanje           | 1    | 1      | 0     | 2      |
| 10.  | Polen            | 1    | 0      | 0     | 1      |
| 11.  | Nieuw-Zeeland    | 0    | 1      | 2     | 3      |
| 12.  | België           | 0    | 0      | 2     | 2      |
|      | Brazilië         | 0    | 0      | 2     | 2      |
|      | Costa Rica       | 0    | 0      | 2     | 2      |
| 15.  | Italië           | 0    | 0      | 1     | 1      |
| 15.  | Litouwen         | 0    | 0      | 1     | 1      |
|      | TOTALEN          | 32   | 32     | 32    | 96     |

Langebaan (50 meter):

mannen · vrouwen

Belgrado 1973 · 
Cali 1975 · 
West-Berlijn 1978 · 
Guayaquil 1982 · 
Madrid 1986 · 
Perth 1991 · 
Rome 1994 · 
Perth 1998 · 
Fukuoka 2001 · 
Barcelona 2003 · 
Montréal 2005 · 
Melbourne 2007 · 
Rome 2009 · 
Shanghai 2011 · 
Barcelona 2013 · 
Kazan 2015 · 
Boedapest 2017 ·
Gwangju 2019 · 
Boedapest 2022 · 
Fukuoka 2023 · 
Doha 2024 · 
Singapore 2025

Kortebaan (25 meter): 

Palma de Mallorca 1993 · 
Rio de Janeiro 1995 · 
Gotenburg 1997 · 
Hongkong 1999 · 
Athene 2000 · 
Moskou 2002 · 
Indianapolis 2004 · 
Shanghai 2006 · 
Manchester 2008 · 
Dubai 2010 · 
Istanboel 2012 · 
Doha 2014 · 
Windsor 2016 · 
Hangzhou 2018 · 
Abu Dhabi 2021 · 
Melbourne 2022 · 
Boedapest 2024